# Kristiania Elektriske Sporvei
A/S Kristiania Elektriske Sporvei, populært kaldet Blåtrikken, var et privat aktieselskab, der drev sporveje i Oslo (dengang Kristiania) fra 1894 til 1924.
Selskabet blev stiftet i 1892 og begyndte driften med elektriske sporvogne 2. marts 1894 som de første i Norden, efter at kong Oscar 2. havde fået en prøvetur 26. februar. Selskabet havde en linje fra remisen i Majorstuen til Jernbanetorget og en anden fra Skarpsno til Jernbanetorget. Sidstnævnte blev senere forlænget til Skøyen i 1903 og til Lilleaker i 1919. Der blev også anlagt en linje fra Majorstuen over Frogner plass til Jernbanetorget.
Fra 1912 havde selskabet et tæt samarbejde med konkurrenten Kristiania Sporveisselskab. Da selskabernes koncessioner udløb i 1924, blev de indløst og slået sammen i det kommunale selskab Kristiania Sporveier, fra 1925 Oslo Sporveier. Lilleakerbanen blev dog udskilt som det selvstændige selskab Bærumsbanen i forbindelse med indløsningen.